# Farah Nabulsi
Farah Nabulsi (* 1978 in London) ist eine britisch-palästinensische Filmemacherin und Menschenrechtsaktivistin.

## Leben
Farah Nabulsi wuchs als Tochter einer palästinensischen Mutter und eines ägyptisch-palästinensischen Vaters in London auf. Sie besuchte die Francis Holland School für Mädchen und studierte an der Cass Business School, wo sie ihren Chartered Financial Analyst (CFA) machte. Vor ihrer Karriere als Filmemacherin arbeitete sie als Investment-Banker. Als sie 2013 die Palästinensischen Autonomiegebiete besuchte, stieg sie aus und beschloss als Menschenrechtsaktivistin zu arbeiten.
Unter den Eindrücken des Besuches gründete sie das Media-Production-Label Native Liberty als Non-Profit-Organisation mit dem Zweck auf die Lage der Palästinenser in den Autonomiegebieten hinzuweisen. 2016 erschien ihr erster Kurzfilm Oceans of Injustice, der die Eindrücke dieser Reise schildert. Unter dem Titel entstand auch die Bildungsplattform oceansofinjustice.com.
2017 erschien Today They Took My Son, der von einer Mutter handelt, deren Sohn vom israelischen Militär gefangen genommen wird. Es folgte 2018 Nightmare of Gaza.
2021 erschien The Present auf Netflix, ein Kurzfilm, der davon handelt, wie Vater und Tochter im Westjordanland versuchen, ein Hochzeitsgeschenk zu kaufen. Es handelt sich dabei um ihre erste Regiearbeit, während sie bei den anderen Filmen für Drehbuch und Produktion verantwortlich zeichnete. Der Film gewann mehrere Preise  auf Kurzfilmfestivals wie dem Festival du Court-Métrage de Clermont-Ferrand, wo er seine Premiere hatte, dem Cleveland International Film Festival, dem Brooklyn Film Festival und dem Palm Springs International ShortFest. Der Film wurde bei der Oscarverleihung 2021 als Bester Kurzfilm nominiert und brachte Nabulsi im selben Jahr den British Academy Film Award (BAFTA Award) für den Besten britischen Kurzfilm ein.

## Filmografie
- 2016: Oceans of Injustice (Drehbuch, Produktion)
- 2017: Today They Took My Son (Drehbuch, Produktion)
- 2018: Nightmare of Gaza (Drehbuch, Produktion)
- 2021: The Present (Regie, Drehbuch, Produktion)
- 2023: The Teacher

## Filmpreise (Auswahl)
- 2020: Festival du Court-Métrage de Clermont-Ferrand: Zuschauerpreis (The Present)
- 2021: Oscarverleihung: Nominierung als Bester Kurzfilm (The Present)
- 2021: BAFTA Award: Bester britischer Kurzfilm (The Present)